# Mitología lugbara
Los lugbara habitan en la República Democrática del Congo y Uganda. En la mitología lugbara, Adroa aparece tanto en los aspectos buenos como en los malos; él era el dios creador y apareció en la Tierra como un hombre que estaba cerca de la muerte, representado como un hombre blanco, muy alto y con solo la mitad del cuerpo, sin un ojo, sin una pierna, etc. Sus hijos fueron llamados «Adroanzi». 
Los Adroanzi eran dioses de la naturaleza, como ríos, árboles y otras áreas salvajes sagradas específicas. Por la noche, seguían a las personas y las protegían de los animales y bandidos, siempre que las personas no miraran por encima del hombro para asegurarse de que un Adroanzi los seguía; si la persona lo hacía, la asesinaban y se la comían. A veces también se los conocía como serpientes de agua. Algunos africanos los consideran jardineros. 

## Antepasados
Dios creó a Gborogboro (‘la persona que viene del cielo’) y a una mujer llamada Meme (‘la persona que vino sola’). Meme dio a luz a un niño y una niña que a su vez produjeron una pareja masculina y femenina. Los nombres y el número de generaciones varían según varios mitos. Algunos mitos dicen que los hermanos no tuvieron relaciones sexuales, pero las mujeres dieron a luz después de que se derramara sangre de cabra en sus piernas para simbolizar la menstruación. Los lugbara creen que la concepción ocurre tres o cuatro días después de la menstruación. Sin embargo, todas las versiones indican que la novia no se entregaba. Todo esto sucedió en un lugar llamado Loloi, en alguna parte de Sudán del Sur. 
El último par de hermanos produjo a los dos antepasados héroes, Jaki y Dribidu (‘el peludo’) que llegaron a la tierra actual de Lugbara y engendraron muchos hijos (fundadores de los clanes actuales). Ambos héroes podían realizar hazañas sobrenaturales y mágicas. Jaki murió en el Monte Liru mientras que Dribidu murió en el Monte Eti (Wati) en Terego donde se había establecido. Su otro nombre era Banyale (‘Comedor de hombres’) porque comió a sus hijos hasta que fue descubierto y expulsado de su hogar anterior en la orilla este del Nilo. Le gustaba mucho el hígado humano.